# Luton Shelton
Luton Shelton, född 11 november 1985 i Kingston, Jamaica, död 22 januari 2021, var en jamaicansk fotbollsspelare (anfallare). 
Sheltons professionella karriär började 2004 i det jamaicanska landslaget. 2006 började han spela för Helsingborgs IF. Han bildade ett anfallspar tillsammans med Henrik Larsson i HIF:s anfall. Hans spel lockade till sig engelska lag och Shelton gick till Premier League-klubben Sheffield United i januari 2007. Övergångsumman var enligt Sheffield United cirka 27,5 miljoner kronor . Men när Kevin Blackwell kom till klubben blev Shelton avbytare. Han lämnade klubben för Vålerengens IF den 24 juli 2008, och lånades ut från Vålerengen till AaB under säsongen 2009. Till säsongen 2010 återvände Shelton till Vålerengen.
4 augusti 2011 blev det klart att Luton Shelton gick till den turkiska klubben Karabükspor. Från och med sommaren 2013 spelade Luton Shelton för det ryska laget Volga Nizhny Novgorod. Från 2017 spelade han för Harbour View i Jamaica.
2018 diagnostiserades han med nervsjukdomen ALS och avled i sviterna av sjukdomen den 22 januari 2021, 35 år gammal.

## Meriter
- Svensk cupvinnare med Helsingborgs IF 2006
- Norsk cupvinnare med Vålerengens IF 2008